# Iwan Tarchanow
Iwan Romanowicz Tarchanow (Tarchniszwili) (gruz. ივანე თარხან-მოურავი, ros. Иван Романович Тарханов, ur. 3 czerwca?/15 czerwca 1846 w Tbilisi, zm. 24 sierpnia 1908 w Krzeszowicach) – rosyjski fizjolog narodowości gruzińskiej.
Urodził się w Tbilisi w rodzinie Ormianki i Gruzina – generała rosyjskiej armii. Jego przodkiem był Giorgi Saakadze, bohater narodowy Gruzji. Od dzieciństwa zdradzał niezwykłe zdolności, został wysłany na studia do Sankt Petersburga. Za udzielanie się w kołach wolnomyślicielskich został wydalony z uczelni. Dzięki wstawiennictwu ojca mógł kontynuować naukę w Wojskowej Akademii Medyko-Chirurgicznej. W 1871 ukończył studia. Jeszcze jako student pracował w laboratorium Iwana Sieczenowa i w 1873 ukazały się jego pierwsze publikacje z dziedziny fizjologii. W 1875 został Privatdozentem, w 1877 otrzymał katedrę fizjologii na Akademii Medyko-Chirurgicznej w Sankt Petersburgu.
Studentem Tarchanowa był m.in. Napoleon Cybulski. Stąd też, gdy Tarchanow z przyczyn politycznych stracił pracę, zamieszkał niedaleko Cybulskiego, w Krzeszowicach.